# Arsim Muzaqi

Arsim Muzaqi

Arsim Nazmi Muzaqi (* 13. November 1978 in Vushtrria; † 26. April 1999 in Melenica) war ein kosovarischer Soldat der Kosovo-Befreiungsarmee (UÇK). Er kämpfte und starb im Kosovokrieg.

## Frühes Leben und Schule
Muzaqi besuchte die „Mustafë Venhari“ Grundschule (ehemals 21. Nëntori) in Vushtrria. Er war kosovarischer Jugendmeister im Karate.

## Teilnahme im Kosovo-Krieg
Muzaqi trat der UÇK am 25. August 1998 bei und diente im 4. Bataillon der 141. Brigade „Mehë Uka“ in der Shala-Operationszone. Er nahm an mehreren Militäroperationen in Gebieten wie Aslan, Rahovë, Mazhiq und Kutllovc teil. Als Mitglied der Spezialeinheit des Kosovo war er während des Krieges in verschiedene hochriskante Einsätze und strategische Operationen involviert. Muzaqi starb am 26. April 1999 während einer Schlacht in Majdan.

## Ehrungen
Nach seinem Tod wurde ihm der Titel Held des Kosovo verliehen. Außerdem wurde eine Straße in der Stadt Vushtrria nach ihm benannt.